# لهلالات (المجاطية أولاد الطالب)
لهلالات هي إحدى مشيخات المملكة المغربية، تتبع جغرافيا لإقليم مديونة وإداريًا لالمجاطية أولاد الطالب. يقدر عدد سكانها بـ 3146 نسمة حسب الإحصاء الرسمي للسكان والسكنى لسنة 2004.